# Bandara lyrata
Bandara lyrata är en insektsart som beskrevs av Delong 1980. Bandara lyrata ingår i släktet Bandara och familjen dvärgstritar. Inga underarter finns listade i Catalogue of Life.